# 空の境界 未来福音
『空の境界 未来福音』（からのきょうかい みらいふくいん）は、奈須きのこ及び武内崇による日本の伝奇小説・漫画。『空の境界』のサイドストーリーや後日談が収録されている。サブタイトルは「the Garden of sinners/recalled out summer」。
キャッチコピーは「私の世界は二つある。どちらがどちらの影であるかなんて、正直確かめることさえ忘れてしまった」。

## 概要
2008年8月16日、奈須と武内が数年振りに同人サークル「竹箒」としてコミックマーケット74に参加した際に発売された。奈須の小説『未来福音』2本と武内の漫画『1998年』3本の、計5つの物語から構成される。また、「空の境界 ギャラリー」として、『空の境界』の講談社ノベルス版及び講談社文庫版の表紙5枚と『劇場版 空の境界』のポスター3枚の、計8枚のイラストが収録されている。装幀はハードカバーを採用し、コミックマーケット74で販売されたものには「空の境界ロゴしおり」が付属。なお、同シリーズの公式漫画化は本作が初めて。
本作収録の『未来福音・序 Möbius link』は『空の境界』シリーズの中で最も未来を描いた作品である。また、『未来福音 Möbius ring』は『空の境界』のプロット構想段階では存在したが、実際には収録されなかったエピソードが原案とのこと。
『空の境界』では両儀式、黒桐幹也、蒼崎橙子の3人を中心に、荒耶宗蓮及びその駒と協力者との闘いが描かれた。一方本作では、本作新登場のキャラクターや『空の境界』の脇役にもスポットが当てられ、群像劇の様相を呈している。さらに、物語の黒幕であると同時に影の主人公（アンチヒーロー）である宗蓮自体が登場しない。
本作は第四章公開時に武内崇から同人で『空の境界』の続編を出す提案が出されたことから制作が始まった。原作者の奈須きのこは続編を執筆することに消極的だったが、ufotable制作の『劇場版 空の境界 第四章』の試写会で映像を見た際に執筆を決意。劇場版関係者やファンに対する感謝の気持ちを込めて執筆された。『未来福音・序 』は劇場作品を見た奈須自身の客観的な感想が込められている。
同人誌版の店頭発売日は2008年9月15日で、取扱店舗はアニメイト、ゲーマーズ、とらのあな、ホワイトキャンバス、まんだらけ、メッセサンオー、メロンブックス。また、2011年11月11日に星海社文庫より一般書籍として発売された。
発表当初のタイトルは『空の境界 the Garden of sinners/recalled out summer』であり、「未来福音」という単語は含まれていなかった。この時点のキャッチコピーは「ひと夏の幻視。原点となる場所への回帰。未来と過去を繋ぐ空白（ボーナストラック）」。
また、コミックマーケット74で関係者に配布されたコピー本の『空の境界 未来雑音 the Garden of sinners/mobius noise』が、「竹箒」の公式サイトにおいてPDFデータ形式で配布された。この『未来雑音』には、本作の後書き的な記述が含まれている。また、表紙には式、鮮花、藤乃の立姿が描かれている。
2012年7月7日、アニメ映画『劇場版 空の境界』シリーズの続編として『未来福音』のアニメ化が告知された。公開日は2013年9月28日。同時上映として、武内崇による漫画版の映像化作品となる『未来福音 extra chorus』も公開された。興行収入は、1.7億円を記録した。

## あらすじ
1998年8月 01_feline -August, 1998-
両儀式と浅上藤乃の戦いから幾日か経ったある日、黒桐幹也は式の部屋に一匹の黒猫を預け、その里親を探しに遠出する。黒猫はただ、じっと幹也の帰りを待つ。そんな中、式は藤乃との戦いで失った左腕の義手に痛みを感じていた。
未来福音 Möbius ring
1998年8月、黒桐幹也はひょんな事から未来を視る事ができる少女・瀬尾静音と出会う。喫茶店アーネンエルベで幹也と静音はひと時の会話を楽しむが、その裏では連続爆弾魔事件が発生していた。両儀式は偶然、事件の犯人の顔を目撃したため、その命を狙われる事になる。爆弾魔・倉密メルカもまた、未来視の眼を持っていた。静音の未来とメルカの未来。それは同じようでいて、決定的に違う部分があった。
1998年10月 02_daylight -October, 1998-
礼園女学院の生徒・宮月は、友人だった安藤由子の自殺は自分が原因だと絶望していた。自殺現場を訪れた宮月の前に、同じ学校の生徒である浅上藤乃が現れる。
1998年12月 03_say grace -December, 1998-
大晦日。両儀式と黒桐幹也は3年振りに二人で初詣に行くため、神社へ足を運んでいた。その途中、幹也は以前式に預けた黒猫の話を始める。
未来福音・序 Möbius link
2010年8月、絵本作家の瓶倉光溜は、とある廃ビルで地元の名代の専属興信所を営みながら暮らしていた。そこへ、親元の娘で廃ビルにも頻繁に顔を出す少女・両儀未那がやって来て、光溜に一つの依頼を伝達する。心当たりのあった光溜は、ある占い師の元へ向かおうとするが、好奇心旺盛な未那はついて来てしまう。
1996年1月、残り少ない自由を謳歌するかのように「彼」は深夜の街を闊歩していた。そんな彼に、ある占い師が声をかける。

## 用語
本作では、未来と過去を視ることのできる能力がクローズアップされており、本編である『空の境界』で大きなウェイトを占めていた根源、起源、抑止力といったファクターは登場しない。
未来視
「未来」を視覚情報として得ることのできる能力。
予測
視覚で得た全ての情報を棄てずに記録し、それらを元に導き出される結果を映像として視る能力。起き得る未来の可能性を視る。
測定
現実の要素を測定し、その「数値」を埋めることで、自分が視た未来を実現させる能力。未来を確定するためには、本人がその風景を見ることが絶対条件。起きる未来を限定する。
予言
情報無しで相手の未来を当てる。高度な情報処理の一種である予測や測定とは根本的に異なるもの。
第六感
聞くだけ、また想像だけで、「なんとなく」結論を手繰り寄せる能力。
過去視
「過去」を視覚情報として得ることのできる能力。劇中では、メカニズムの詳細は語られていない。

## 登場人物
※以下、本作収録作品の名称を略称で記述する。
『1998年8月 01_feline -August, 1998-』 → 『1998年8月』
『未来福音 Möbius ring』 → 『未来福音』
『1998年10月 02_daylight -October, 1998-』 → 『1998年10月』
『1998年12月 03_say grace -December, 1998-』 → 『1998年12月』
『未来福音・序 Möbius link』 → 『未来福音・序』
『終末録音/the Garden of oblivion』 → 『終末録音』

### 『空の境界』より登場する人物
両儀 式（りょうぎ しき）
声 - 坂本真綾
登場作品：『1998年8月』『未来福音』『1998年12月』『未来福音・序』『終末録音』
『空の境界』から引き続き登場。
『未来福音・序』にて、両儀家の当主の座を継いだと思しき描写がある。また、物語の最後で男性人格の「織」が登場する。
黒桐 幹也（こくとう みきや）
声 - 鈴村健一
登場作品：『1998年8月』『未来福音』『1998年12月』
『空の境界』から引き続き登場。
『未来福音』では、『空の境界』の各章で度々言及していた「いつかの未来視の子」との出会いが描かれている。他人から寄せられる好意に対する鈍感ぶりは健在。
蒼崎 橙子（あおざき とうこ）
声 - 本田貴子
登場作品：『1998年8月』『未来福音』
『空の境界』から引き続き登場。
『未来福音』では、未来視の能力について「予測」と「測定」の観点から相違を述べ、黒桐幹也が瀬尾静音にアドバイスする際の一助となる。『未来福音・序』では、彼女が去った後の伽藍の堂の様子が描写され、瓶倉光溜が「以前、この廃ビルを使用していた人物」として言及している。
黒桐 鮮花（こくとう あざか）
声 - 藤村歩
登場作品：『1998年8月』『未来福音』『1998年12月』『終末録音』
『空の境界』から引き続き登場。
『未来福音』では、礼園女学院に転入して間もない頃の様子が描かれている。『1998年12月』では幹也が式と一緒に初詣に行くことを知り、「ちょっと表現出来ないような味のある表情」を披露する。
浅上 藤乃（あさがみ ふじの）
声 - 能登麻美子
登場作品：『1998年10月』（『1998年12月』）『終末録音』
『空の境界』から引き続き登場。
『第三章』の後、視力を殆ど失ったことが語られている。ただし、「歪曲」の能力は健在。
アニメ映画では『1998年12月』にも登場する。
黄路 美沙夜（おうじ みさや）
声 - 水樹奈々
登場作品：『終末録音』
『空の境界』から引き続き登場。
本編には登場しないが、アニメ映画の来場者特典である『終末録音』に登場。

### 本作で初登場する人物
瀬尾 静音（せお しずね）
声 - 井口裕香
登場作品：『未来福音』（『1998年12月』）『終末録音』
礼園女学院の生徒で、黒桐鮮花のルームメイト。予測タイプ（回避可能な未来）の未来視の能力を持つ。
「予想される未来」を視る事ができるのだが、それを確定された未来だと認識しており、視えた未来に対してすぐに諦めてしまっていた。実家は北陸の有名な酒蔵で、幼い頃から家の手伝いをさせられていた。
黒桐幹也と出会い、未来視の能力を見つめ直す助言を与えられた。その際に幹也に対して憧れに近い感情を持つが、両儀式の存在を知ってすぐに「失恋」する事になった。また、幹也に「このままその人と付き合っていると、幹也さんはいつか命を落とします」と忠告しているが、幹也は『第五章』で臙条巴にその事を話した際、危険な目に遭うが「死ぬ事はない」と誤魔化している。
『劇場版 空の境界』では『第六章』に登場しており、その繋がりでラジオ『空の境界』にも「出演」することになった。『空の境界』の原作では登場しないが、『第一章』『第五章』『第七章』で幹也が静音について言及し、『第六章』で鮮花が静音への伝言を浅上藤乃に頼んでいる。
アニメ映画では『1998年12月』にも登場する。
同じコンセプトのキャラクターに『月姫PLUS-DISC』で登場する瀬尾晶（せお あきら）がおり、名字だけでなく、未来視の能力・実家の生業・趣味も同じである。また、『第六章』時点で静音が飼っている犬の名前は「アキラ」である（昔飼っていた犬の名前はクリス）。十年後では、たまたま始めたゲーム会社がヒットして悲鳴を上げているらしい。
倉密 メルカ（くらみつ めるか） / 瓶倉 光溜 （かめくら みつる）
声 - 石田彰
登場作品：『未来福音』『未来福音・序』
倉密メルカを名乗る職業的爆弾魔。本名は瓶倉光溜という14歳の少年（『未来福音』時点）。「決定された未来」を視る事のできる測定タイプの未来視の能力を持つ。
実家は家庭崩壊を起こし、その後親戚の間を盥回しになった挙句、自分の都合のいい親戚の養子に納まって一人暮らしをしていた。依頼を受けて爆弾を設置し、爆発させる事で金銭を稼いでいる。その際の報酬は被害者への寄付などに消費し、また人を殺さないという縛りを設けていた。未来視の能力を持つが、その未来を決定させるための方法をなぞるだけの人生を送ってきた。両儀式に顔を見られたことにより、彼女の殺害に執着するが、結局5回に渡って失敗する。最後は「式が対人地雷によって殺害される」という未来を式自身に一刀両断され、同時に右目の視力と未来視の能力を失う。
その後は黒桐幹也の紹介で水原真鮎の介護を紹介され、真鮎と空屋になっていた元・伽藍の堂に同居生活を送るが、真鮎が実は連続爆弾魔事件の被害者であるという事実に直面することになる。真鮎と別れた後は、真鮎が自分の名義で出していた絵本作家を継いでて生計を立てていた。前後関係は不明だが式とも再会し、両儀家専属の興信所（探偵）を兼業する事になる。処女作『吸血鬼の涙』のファンである両儀未那には好かれており、度々共に行動をするようになる。『未来福音・序』時点では25歳。
『未来福音』では、メルカ（光溜）が語り手を務めるパートだけ文章が太字で記述されており、斜線も用いられるなど特徴的な演出がなされている。
また、作者である奈須きのこの別作品『DDD』にも倉密メルカという名前の人物が登場するが、本作の「クラミツメルカ」は自らの名前（カメクラミツル）をアナグラムできる名前をコミックから引用した偽名であり、両者に関連性は無い。
観布子の母
声 - くじら
登場作品：『未来福音』『未来福音・序』
歓楽街の路地裏で占い業を営む、正真正銘の予言者（静音や光溜のそれと違い、何の情報もなく未来を言い当てる）。とても恰幅が良い老婆で、年の頃は50代を過ぎている（『未来福音』時点）。両儀式や黒桐幹也の高校時代に女子生徒の間で話題になった占い師で、良くない未来の回避方法を教えており、その的中率は100％と言われていた。
老いと共に視力を失ったため、他人の未来を視ることは出来なくなるが、その代わりに他人の過去が視えるようになってしまう。式や幹也だけではなく、瓶倉光溜や織とも面識がある。
ナオミ
声 - 大西沙織
登場作品：『未来福音』
礼園女学院の生徒。瀬尾静音の友人。実家は香港で、家族には父親と弟がいる。父親とは仲が悪いが、静音は「ケンカ仲間」の関係として見ている。
常に学年トップの成績を保つことにより、素行の悪さを処罰されずに学園生活を謳歌していたが、黒桐鮮花が学校に編入してきた為、学年トップの座から陥落する。
気前の良い性格で、静音に対して何かと世話を焼く。
シスター・アインバッハ
登場作品：『未来福音』
礼園女学院の学生寮寮長。厳格な校風に相応しい厳しい性格で、学生たちに「鬼の寮監」として恐れられている。
名前は『第六章』にも登場している。
宮月 理々栖（みやづき りりす）
声 - 種田梨沙
登場作品：『1998年10月』（『1998年12月』）『終末録音』
礼園女学院の生徒。世間を汚れたものと蔑視しており、友人の安藤由子に一緒に死のうと仄めかした。
その後、由子が死んでしまったため、ひどく後悔の念にとらわれている。自殺を図ろうとするが、浅上藤乃に由子の言葉で説得されて思いとどまる事になった。
アニメ映画では『1998年12月』にも登場する。
安藤 由子（あんどう ゆうこ）
登場作品：『1998年10月』
礼園女学院の生徒。巫条霧絵によって墜落死した一人。
実家に多額の負債があり、母の変死、一家離散など、もともと自殺してもおかしくない程追い詰められた状態にあった。しかし、友人の宮月とは違って世界に希望を見出しており、宮月や藤乃にそのように説いていた。
両儀 未那（りょうぎ まな）
声 - 金元寿子
登場作品：『未来福音・序』
両儀式と黒桐幹也の間に生まれた娘。10歳。織の事も知っており、式を「お母様」、幹也を「パパ」、織を「お父様」と呼ぶ。
小悪魔的な性格で、大人相手でも物怖じすることは無い。式と同様、硯木秋隆が教育係を務める。
容姿については白い肌、長い黒髪、青い瞳といった特徴が言及されており、美しいという表現と共に、「魔的」とすら評されている。また、和服しか着用しなかった式とは異なり、洋服（ブラウス）を着こなす。
瓶倉光溜の絵本の処女作のファンであり、その縁で借金の取り立てに追われていた彼を救う。その後も何かと光溜のもとを好意で訪れており、仕事や依頼を持ってきている。
母親の式を倒して、父親の幹也を自分のものにしようという野望を持っている。
水原 真鮎
瓶倉光溜の友人。かつて倉密メルカの起こした爆弾事件によって両足を負傷し、車椅子生活をしていた青年。
元・伽藍の堂の廃ビルを買い取り、黒桐幹也の紹介で光溜の介護を受けながら生活していた。白血病を患っており、光溜と出会った時点ですでに余命は半年余りであった。「ダメ人間系聖人」と評される。後に光溜を題材に絵本『吸血鬼の涙』を描く。その作品は瓶倉光溜名義で世に出され、ヒット作として知られることになる。
原作・アニメ版ともに婉曲的に存在が提示されているだけであったが、劇場版BD初回版の「一問一答」にて簡潔に解説がされている。

## 書籍情報

### 同人誌版
奈須と武内を除く制作スタッフは以下の通り。
- 作画：MORIYA[注 17]
- 仕上げ：タスクオーナ[36]、井本有一、正木鈴一、BLACK[注 18]
- デザイン：Veia
- 協力：桐原小鳥[注 19]

### 文庫版
星海社文庫より、2011年11月11日に発売。奈須による小説のみの再掲載であり、武内の漫画は掲載されない。多少の加筆修正はあるが、基本的には同人誌版と同じ内容。
ISBN 978-4061389199

## アニメ映画
劇場版プロジェクト再起動として2013年9月28日から公開された劇場作品。同時上映は『1998年』をアニメ化した『劇場版 空の境界 未来福音 extra chorus』。
未来福音のキャッチコピーは「彼女の断章、過去と未来にわたしは駆ける。彼の結末」、extra chorusキャッチコピーは「キミに、幸あれ―」。
テアトル新宿ほか全国32スクリーンという小規模公開ながら、2013年9月28日、29日の初日2日間の映画観客動員ランキング（興行通信社調べ）で初登場第7位となった。また、ぴあ調査による9月27日、28日に公開された映画の満足度ランキングではトップに輝いた。興行収入は1.7億円を記録した。

### 経緯
2009年4月1日、『劇場版 空の境界』公式サイトのトップページにて、本作の「映画化」が発表された。ただし、製作スタッフは全て「奈須きのこ」で、上映は架空の映画館「moonシネマズ浅草橋」にて、2000年12月29日に単館ロードショーというものであり、「過去視のないお客様は視聴できません」との注意書きも添えられるなど、エイプリルフールのネタであった。それに合わせ、東京のufotable cafeにて、同日限定で「未来福音仕様」の公式サイト（瀬尾静音がメイン）を模した「未来福音映画化記念コースター」が配布された。しかし2012年7月7日、「TYPE-MOON Fes. -10th ANNIVERSARY EVENT」にて正式に本作の「映画化」が発表され、現実のものとなった。

### スタッフ
未来福音
- 監督 - 須藤友徳
- 脚本 - 桧山彬（ufotable）
- 原作 - 奈須きのこ
- キャラクター原案 - 武内崇
- キャラクターデザイン・作画監督 - 須藤友徳、菊池隼也
- 美術監督 - 池信孝、衛藤功二、海老沢一男
- 色彩設計 - 千葉絵美
- 撮影監督 - 寺尾優一
- 音響監督 - 岩浪美和
- 3D監督 - 宍戸幸次郎
- 音楽 - 梶浦由記
- アニメーション制作 - ufotable
- 配給 - アニプレックス
- 製作 - 劇場版「空の境界」製作委員会（アニプレックス、講談社、星海社、ノーツ、ufotable）

未来福音 extra chorus
- 監督・脚色 - あおきえい
- 原作 - 奈須きのこ/武内崇
- キャラクター原案 - 武内崇
- キャラクターデザイン・作画監督 - 須藤友徳、藤崎静香
- 美術監督 - 海老沢一男
- 色彩設計 - 千葉絵美
- 撮影監督 - 寺尾優一
- 音響監督 - 岩浪美和
- 音楽 - 梶浦由記
- アニメーション制作 - ufotable
- 配給 - アニプレックス
- 製作 - 劇場版「空の境界」製作委員会（アニプレックス、講談社、星海社、ノーツ、ufotable）

### 主題歌
未来福音「アレルヤ」
作詞・作曲 - 梶浦由記 / 歌 - Kalafina

未来福音 extra chorus「dolce」
作詞・作曲 - 梶浦由記 / 歌 - Kalafina

## 備考
- 2009年11月6日、有限会社グッドスマイルカンパニーによって、本作収録の『1998年8月 01_feline -August, 1998-』で描かれた猫耳姿の両儀式を基に「ねんどろいど 両儀式」が制作され、同作に登場した黒猫と共に商品化された[41]。
- アニメ映画の来場者特典として、奈須きのこの書き下ろし小説「終末録音/the Garden of oblivion」が配布された[42]。著者の奈須きのこ曰く「おまけであることに意義のある本」。時系列としては1999年4月以降である[注 21]。表紙イラストには両儀式、黒桐鮮花、浅上藤乃、瀬尾静音の4人のキャラクターが描かれている[注 22]。頁数は134で、体裁は星海社文庫を模している。『未来福音』DVD限定版・Blu-ray限定版の特典ディスクとして、「終末録音」のドラマCDが収録されている[43]。脚本は菅原雪絵。

執筆することとなったきっかけは、空の境界のアニメーション制作を行ったufotableの近藤光代表取締役から「来場者特典として何か1本書いてほしい」との依頼があったため。この依頼に奈須きのこは最初、蛇足になる恐れがあると断ったが、そのことをTYPE-MOON代表の武内崇に話した際に「確かに正論だが、お前の気持ちはどうでもいい。新作を読みたがっている読者がいる。たとえば、今お前の目の前にいるこの俺だ。」と言われ気持ちが変わり執筆することとなった。